# دانیل ژران
دانیل ژران (فرانسوی: Daniel Jérent‎؛ زادهٔ ۴ ژوئن ۱۹۹۱) شمشیرباز اهل فرانسه است.
وی همچنین برندهٔ جوایزی همچون لژیون دونور (شوالیه) شده‌است.